# Tarassona
Tarassona (en castellà, Tarazona) és un municipi d'Aragó situat a la província de Saragossa i cap de la comarca de Tarassona i el Moncayo. També és seu d'un bisbat i fou el lloc de naixement del ponent de la constitució espanyola de 1978 Gabriel Cisneros.
Tarassona es troba a la vall mitjana del riu Queiles, a una distància de 86 km de Saragossa, a 20 km del Moncayo i el seu parc natural i a 15 km del monestir de Veruela. L'any 2005 tenia 10 875 habitants i, malgrat que no està situada en un dels principals eixos de comunicació, la indústria exerceix un paper molt important en la seva economia.

## Història

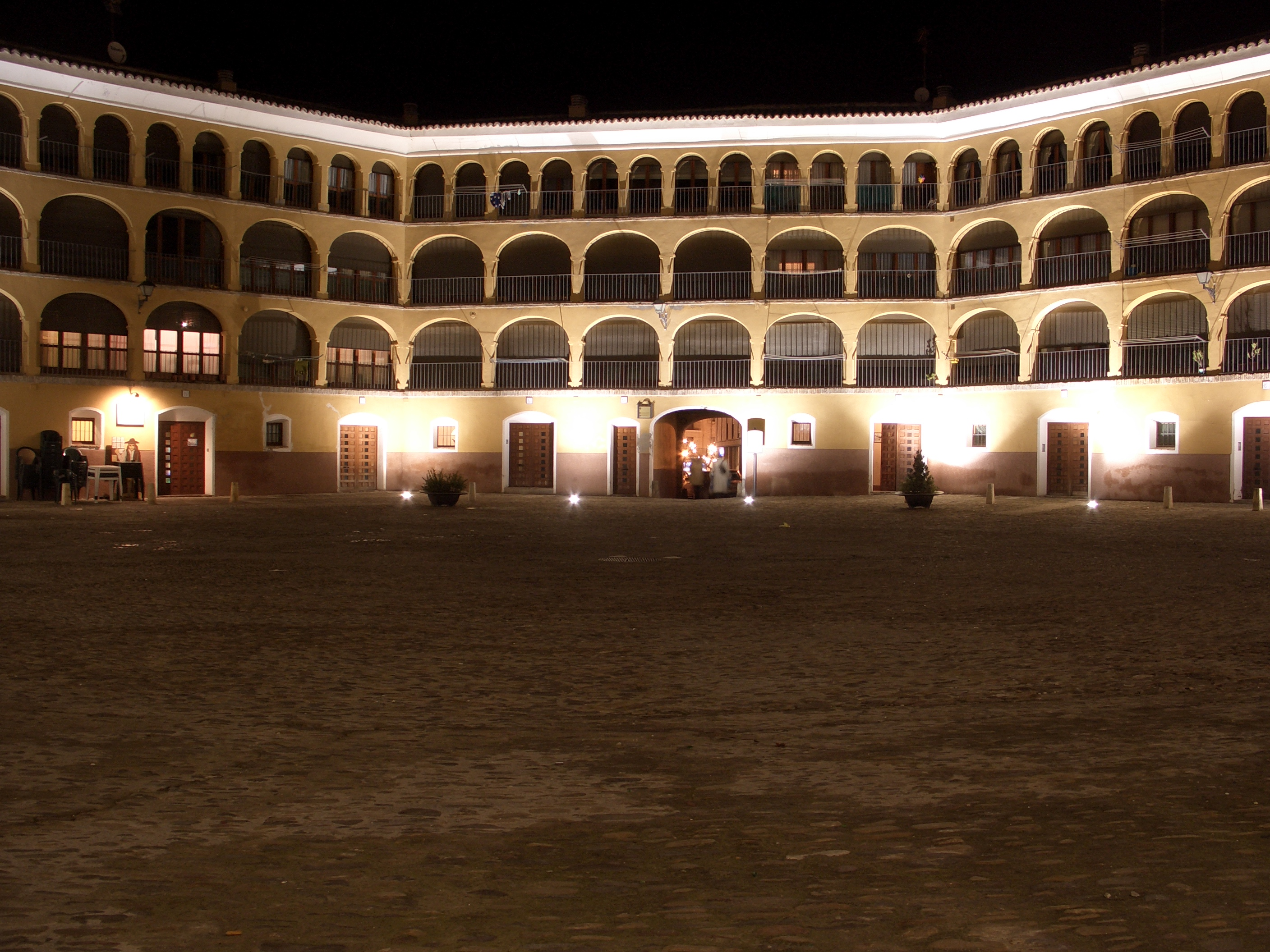
La plaça de braus

Durant l'època romana, Tarassona va ser una pròspera ciutat de dret romà (és a dir, que els seus habitants tenien ple dret de ciutadania romana) de nom Turiaso. Amb la caiguda de l'imperi i el sorgiment del Regne de Toledo, sofreix —com la resta de zones urbanes— la decadència. El 449, una partida de bagaudes que s'havien aliat amb el rei sueu Requiari van fer una expedició fins al territori dels vascons, van causar estralls importants i es van fer forts a Turiaso, on es van aliar amb el bisbe Lleó. El noble hispanoromà Basili els va reunir en l'església amb l'excusa de confederar-se, i els va assassinar
Amb el trencament del Califat de Qurtuba, s'incorpora a l'Emirat de Saraqusta, fins a la conquesta almoràvit del 1110 i la posterior conquesta per Alfons I d'Aragó el 1119, després de la presa de Saraqusta el 18 de desembre de 1118, i es va convertir en seu episcopal. Després de la mort d'Alfons I, Tarassona va quedar com a ciutat fronterera entre els regnes de Castella, Navarra i Aragó, i així aconseguí una especial importància estratègica.
Durant tota l'edat mitjana, van conviure a la ciutat cristians, jueus i musulmans. La presència musulmana va quedar reflectida amb l'arquitectura d'edificis d'estil mudèjar, com la catedral. Amb l'expulsió dels moriscs, la ciutat va patir una profunda crisi.
Al segle xiv, va ser ocupada per les tropes castellanes durant nou anys, durant els quals la catedral va sofrir diferents danys.
Al segle xx, va ser un important centre industrial en el qual destacaven la producció de fòsfors i tèxtil, que a partir dels anys 80 van ser substituïts per altres indústries. Actualment té una important activitat turística i compta amb destacats hotels i restaurants amb excel·lent cuina regional.

## Llocs d'interès

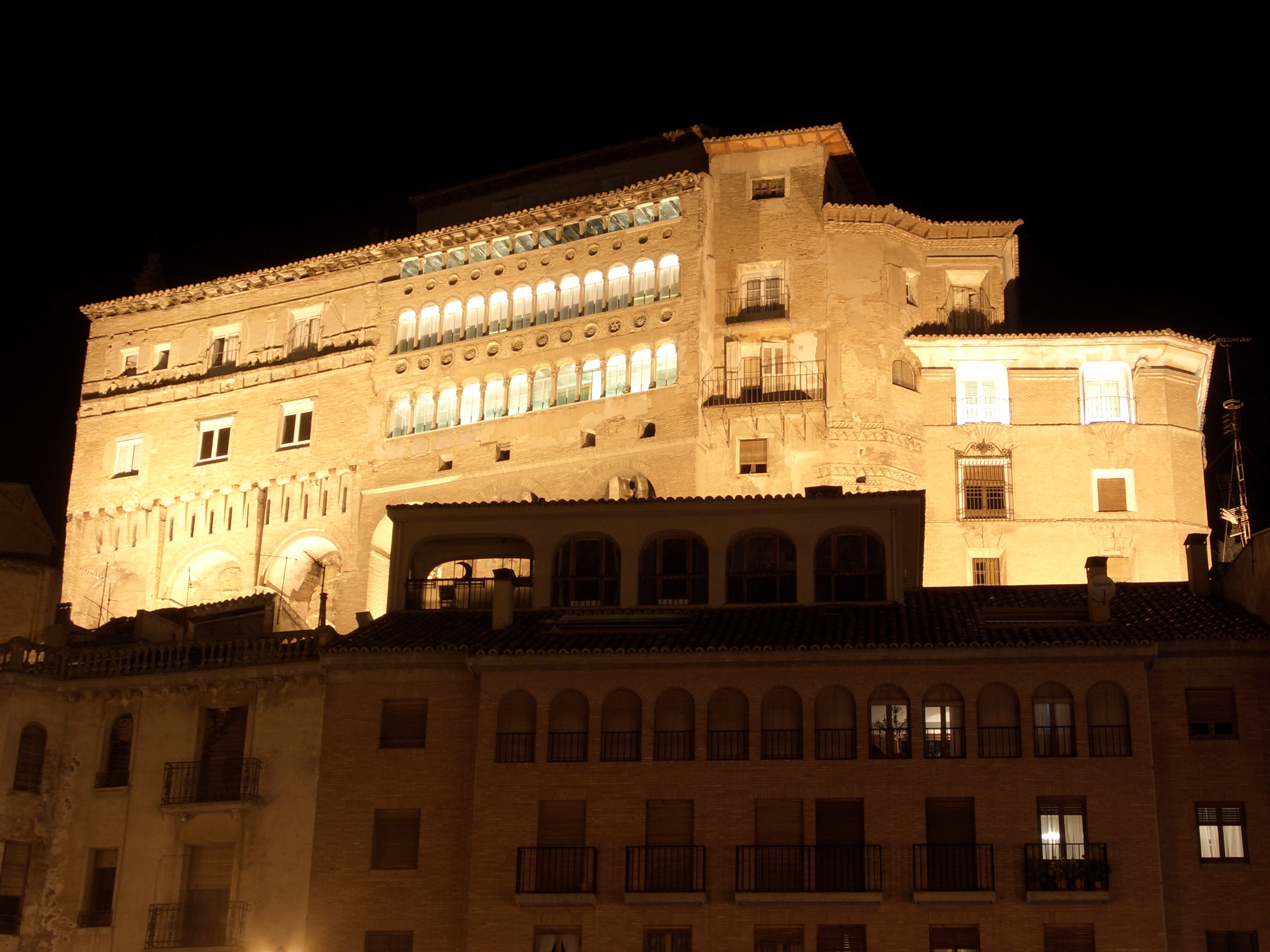
Palau episcopal

Destaca la majestuosa catedral de Santa Maria de la Vega, d'estil gòtic-mudèjar, que s'ha anat restaurant durant més de 20 anys.
També és de gran interès la façana de l'ajuntament, amb la portada renaixentista —que conté les figures d'Hèrcules (mític fundador de la ciutat), Pierres, Caco (éssers mitològics habitants del proper Moncayo) i de la processó de coronació de l'emperador Carles V a Bolonya. La plaça, antigament lloc de mercat, és esmentada per Gustavo Adolfo Bécquer en les seves Rimas y Leyendas.

## Persones il·lustres
- Raquel Meller, (1888-1962), cupletista i cantant de copla.
- Francisco Martínez Soria, (1902-1982), actor.
- Antonio Ripa (1718-1795) compositor i mestre de capella.

## Agermanaments
- Ortès